# Emiru
Emiru (нар. 3 січня 1998) — американська Twitch стримерка і косплеєрка. Її Twitch канал здебільшого зосереджений на грі в League of Legends та косплеях. Станом на 15 січня 2023 року вона зібрала понад 1 100 000 підписників. Вона є співвласницею і розробником контенту для ігрової організації One True King. 

## Особисте життя
Еміру народилась у Вічіті, штат Канзас,  3 січня 1998 року.   Вона має китайське та німецьке походження. 

## Кар'єра
Еміру почала транслювати на Twitch у листопаді 2016 року, граючи в League of Legends, пізніше вона стала відома завдяки цьому разом зі своїми косплеями . 
28 серпня 2020 року було оголошено, що Еміру приєдналась до кіберспортивної організації Cloud9 як авторка контенту.  
2 січня 2022 року стало відомо, що Еміру приєдналась до ігрової організації One True King як авторка контенту після закінчення її контракту з Cloud9.  31 січня 2023 року Еміру стала новою співвласницею організації. 
Emiru представлена агентством Ader Gaming. 

## Нагороди та номінації
| рік      | Церемонія                                   | Категорія                                                          | Результат  | Ref.   |
| -------- | ------------------------------------------- | ------------------------------------------------------------------ | ---------- | ------ |
| 2022 рік | The Streamer Awards                         | Best League of Legends Streamer (Кращий стример League of Legends) | Номіновано | [ 10 ] |
| 2022 рік | 12-та церемонія нагородження Streamy Awards | Breakout Streamer                                                  | Номіновано | [ 11 ] |
| 2023 рік | 13-та церемонія нагородження Streamy Awards | Streamer of the Year (Стример року)                                | Номіновано | [ 12 ] |
| 2023 рік | 13-та церемонія нагородження Streamy Awards | Variety Streamer                                                   | Номіновано | [ 12 ] |